# Dřísy
Dřísy település Csehországban, a Kelet-prágai járásban. Dřísy Ovčáry, Konětopy, Lhota, Křenek, Všetaty, Sudovo Hlavno, Nedomice és Čečelice településekkel határos. Lakosainak száma 1084 fő (2024. január 1.).

## Népesség
A település lakosságának változását az alábbi diagram mutatja:
| Lakosok száma | 546  | 594  | 775  | 917  | 822  | 841  | 947  | 1121 | 1038 | 1084 |
|               | 1869 | 1900 | 1921 | 1961 | 1980 | 2010 | 2016 | 2019 | 2021 | 2024 |